# Émeraude orvert
Chlorostilbon mellisugus
Espèce
Statut de conservation UICN

 LC  : Préoccupation mineure
Répartition géographique
Statut CITES
L'Émeraude orvert (Chlorostilbon mellisugus) est une espèce d'oiseaux de la famille des Trochilidae.

## Taxinomie
Chlorostilbon mellisugus (Sibley et Monroe 1990, 1993) a été divisé en C. mellisugus et C. melanorhynchus après le South American Classification Committee de 2005.

## Description
C'est une espèce d'environ 7,5 cm de longueur, de couleur vert doré, à bec étroit et court avec une queue bleu acier légèrement fourchue.
Le mâle a sur le ventre des plumes vert émeraude iridescentes, la gorge très légèrement bleutée.
La femelle est un peu plus petite que le mâle. Elle a le dos vert, le ventre et la gorge gris clair. Son œil est souligné par un large bandeau sombre. Celui-ci est délimité à l'arrière par un trait blanc caractéristique.
Le Colibri oreillard (Heliothryx aurita) a des couleurs identiques et un bandeau sous l'œil similaire.

## Alimentation
L'espèce se déplace à faible hauteur, entre 1 et 6 m du sol. Elle goûte une grande variété de fleurs, mais est handicapée par son bec trop court d'environ 1,5 cm. Elle perce donc parfois la corolle des fleurs ou utilise des trous créés par les insectes pour boire leur nectar. Elle complète son alimentation par des arthropodes qu'elle attrape au vol.

## Habitat
L'espèce habite les forêts tropicales et subtropicales humides de plaine et de montagne mais aussi les anciennes forêts fortement dégradées.
C'est l'un des colibris les plus fréquents près des habitations humaines.

## Répartition et sous-espèces
Selon la classification de référence du Congrès ornithologique international (14.2, 2024) il se répartit en 7 sous-espèces :
- C. m. caribaeus Lawrence, 1871 — nord-et du Venezuela, Trinité et îles Sous-le-Vent ;
- C. m. duidae Zimmer & W.H. Phelps, 1952 — cerro Duida et tepuis environants ;
- C. m. subfurcatus Berlepsch, 1887 — du sud du Venezuela et le Guyana au río Branco ;
- C. m. mellisugus (Linnaeus, 1758) — Suriname, Guyane, Amapá et aval de l'Amazone ;
- C. m. phoeopygus (Tschudi, 1844) — ouest de l'Amazonie ;
- C. m. napensis Gould, 1861 — río Napo (Pérou) ;
- C. m. peruanus Gould, 1861 — sud-est du Pérou et Bolivie.

Deux sous-espèces ne sont aujourd'hui plus reconnues :
- Chlorostilbon mellisugus chrysogaster (Bourcier, 1843) ;
- Chlorostilbon mellisugus nitens Lawrence, 1861.

### Sources
- Groupe d'Étude et Protection des Oiseaux en Guyane (GEPOG), Portraits d'oiseaux guyanais, Ibis rouge Éd. 2003.